# Argia sabino
Argia sabino är en trollsländeart som beskrevs av Rosser W. Garrison 1994. Argia sabino ingår i släktet Argia och familjen dammflicksländor. IUCN kategoriserar arten globalt som sårbar. Inga underarter finns listade i Catalogue of Life.